# Lander Hendrickx
Lander Hendrickx (23 februari 1994) is een Belgische zwemmer, gespecialiseerd in de vrije slag en rugslag. Hij heeft zes Belgische records op zijn naam staan. Hij staat bekend als veganistische topsporter. 

## Belangrijkste resultaten
| Jaar | Olympische Spelen                         | WK langebaan                              | WK kortebaan                              | EK langebaan                                         | EK kortebaan                              |
| ---- | ----------------------------------------- | ----------------------------------------- | ----------------------------------------- | ---------------------------------------------------- | ----------------------------------------- |
| 2013 |                                           | geen deelname                             |                                           |                                                      | 15e 400m vrije slag                       |
| 2014 |                                           |                                           | geen deelname                             | 32e 400m vrije slag 24e 200m rugslag                 | geen deelname                             |
| 2015 |                                           | 31e 400m vrije slag                       |                                           |                                                      | 13e 400m vrije slag 14e 1500m vrije slag  |
| 2016 | geen deelname                             |                                           | 27e 400m vrije slag 26e 1500m vrije slag  | 31e 400m vrije slag 26e 1500m vrije slag 31e rugslag |                                           |
| 2017 |                                           | geen deelname                             |                                           |                                                      | geen deelname                             |
| 2018 |                                           |                                           | geen deelname                             | geen deelname                                        |                                           |
| 2019 |                                           | geen deelname                             |                                           |                                                      | 44e 200m vrije slag 30e 400m vrije slag   |
| 2020 | Geen toernooien vanwege de coronapandemie | Geen toernooien vanwege de coronapandemie | Geen toernooien vanwege de coronapandemie | Geen toernooien vanwege de coronapandemie            | Geen toernooien vanwege de coronapandemie |
| 2021 | geen deelname                             |                                           | 16-21 december                            | geen deelname                                        | 24e 400m vrije slag 14e 200m rugslag      |

## Persoonlijke records
(Bijgewerkt tot en met 7 november 2017)

### Kortebaan
| Afstand          | Tijd       | Datum            | Plaats    |
| ---------------- | ---------- | ---------------- | --------- |
| 400m vrije slag  | BR3.42,99  | 12 december 2014 | Edinburgh |
| 1500m vrije slag | BR14.44,76 | 12 december 2015 | Edinburgh |
| 400m wisselslag  | BR4.10,28  | 13 december 2015 | Edinburgh |
| 200m rugslag     | BR1.53,75  | 10 november 2019 | Gent      |
| 800m vrije slag  | BR7.43,81  | 21 november 2020 | Boedapest |

### Langebaan
| Afstand          | Tijd      | Datum            | Plaats    |
| ---------------- | --------- | ---------------- | --------- |
| 400m vrije slag  | BR3.50,66 | 24 januari 2015  | Antwerpen |
| 1500m vrije slag | 15.17,72  | 28 februari 2016 | Antwerpen |
| 400m wisselslag  | 4.24,16   | 26 februari 2016 | Antwerpen |